# Stuhlgang

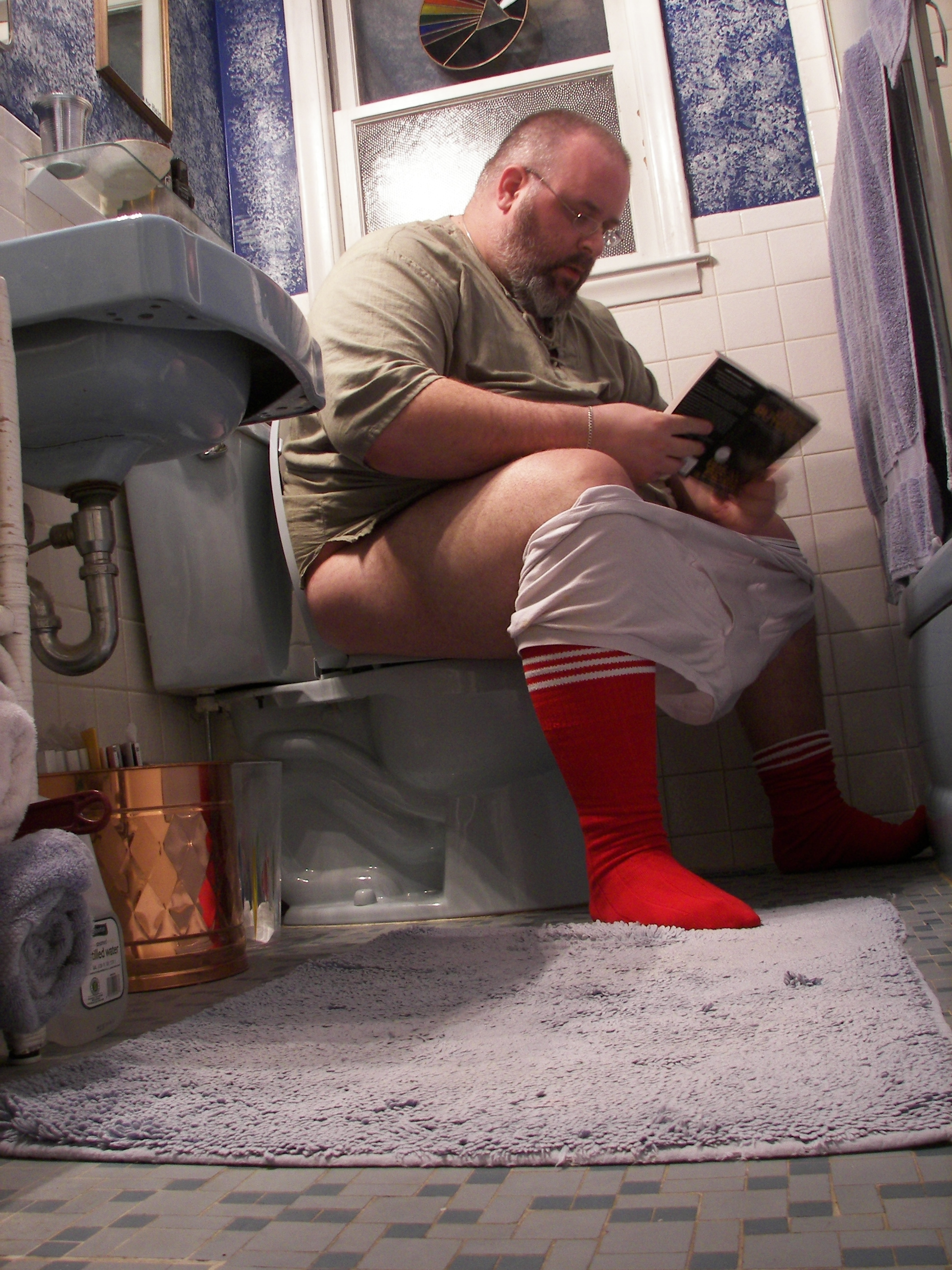
Ein korpulenter Mann beim Stuhlgang

Als Stuhlgang (von mittelhochdeutsch stuolganc) bzw. Defäkation (von lateinisch faex ‚Hefe, Bodensatz‘), auch Egestion (lateinisch egestio ‚Darmausscheidung‘, von egerere ‚herausführen, hinaustreiben, etwas entleeren, ausschaufeln, entfernen, von sich geben, verdauen, abführen‘; umgangssprachlich Notdurft) oder Dejektion (‚Ausstoßung‘), bezeichnet man das Ausscheiden von Kot aus dem menschlichen Verdauungstrakt bzw. Darm. Die Bezeichnung Stuhlgang wurde aus der älteren Medizinsprache (für Krankheiten mit vermehrter Ausscheidung) in die Umgangssprache entlehnt und steht für den Gang zum Toilettenstuhl, einem Stuhl mit eingebautem Nachttopf zur Aufnahme der Fäkalien.
Im Darm wird Kot durch Muskelkraft durchmischt und weitertransportiert (nicht-propulsive bzw. propulsive Peristaltik). Der Stuhlgang wird schließlich im Enddarm (Mastdarm) vorübergehend gesammelt, bis Dehnungsrezeptoren in der Darmwand dann im Gehirn das Bedürfnis zur Ausscheidung stimulieren. Diese kann von den meisten Menschen bewusst gesteuert werden; verantwortlich dafür ist der Schließmuskelring des Anus. Diese Fähigkeit heißt Kontinenz. Bei Menschen, die ihren Stuhlgang nicht bewusst kontrollieren können, spricht man von Stuhlinkontinenz. Störungen des Stuhlgangs nennt man Dyschezie.

## Physiologie der Defäkation

### Entwicklung der willentlichen Darmkontrolle
Im Rahmen der sogenannten Sauberkeitserziehung lernt das Kleinkind die Kontrolle über den Defäkationsreflex zu erlangen. Kulturelle Faktoren spielen eine große Rolle für das Alter, für welches ein Kind diesen Prozess erfolgreich durchlaufen haben sollte. Die meisten Kinder können ihren Darm vor der Blase kontrollieren, Jungen beginnen und enden gewöhnlich später als Mädchen, und es dauert in der Regel länger, bis Jungen lernen, die ganze Nacht sauber zu bleiben.

### Vegetativer Hintergrund
Wenn das Rektum durch zunehmende Füllung gedehnt wird, werden anorektale Afferenzen aktiv und es entsteht ein vermehrter Stuhldrang. Der zur glatten Muskulatur gehörende innere Schließmuskel entspannt sich, während der Tonus des quergestreiften äußeren Schließmuskels steigt.
Bei Erfolgen der Defäkation muss der äußere Schließmuskel bewusst entspannt werden. Die Defäkation tritt ein, wenn auch der innere Schließmuskel erschlafft und gleichzeitig die Kontraktion von Sigmoid und Mastdarm ausgelöst wird. Das geschieht durch rektale Afferenzen über einen spinalen parasympathischen Reflex, den Defäkationsreflex.

### Durchführung
Der Kot wird durch Anspannen der Bauchmuskulatur und Entspannen der Schließmuskel bei der Stuhlentleerung aus dem Enddarm bewegt. Starkes Pressen kann die Bildung eines Hämorrhoidenleidens fördern. Sollte der Kot sich nur sehr schwer ausscheiden lassen, spricht man von einer Verstopfung (Obstipation, auch Konstipation). Im Allgemeinen wird in einem entwickelten Land zur Durchführung des Stuhlganges eine Toilette aufgesucht. Zur nachfolgenden Reinigung siehe Analhygiene.

### Häufigkeit und Ausprägung
Die meisten Menschen haben täglich Stuhlgang, aber dennoch kann die Häufigkeit beim gesunden Menschen von drei Mal täglich bis drei Mal wöchentlich variieren. Erst bei deutlichen Abweichungen von den individuellen Gewohnheiten spricht man von Durchfall oder Verstopfung. Die Konsistenz schwankt zwischen hart und weich erheblich von Mensch zu Mensch und auch je nach körperlicher und seelischer Verfassung, hängt vor allem aber von der aufgenommenen Nahrung ab. Sie kann nach der Bristol-Stuhlformen-Skala bewertet werden. Europäer haben in der Regel tägliche Stuhlgewichte von 100–200 g, Vegetarier infolge des höheren Ballaststoffanteils in der Nahrung bis 350 g. Bei Mangelernährung nimmt das Stuhlgewicht dementsprechend auf wenige Gramm ab (Hungerstuhl). Die Menge des bei einem einzigen Stuhlgang ausgeschiedenen Materials kann im Einzelfall auch bis zu 1 kg betragen. Bakterien machen dabei etwa 10–20 % der Stuhlmasse aus. Aufgrund der Peristaltik und der Speicherfähigkeit des Darmes kommt bei den meisten Menschen etwa eine Minute nach der Erstentleerung, die den Hauptanteil stellt, noch weiterer Kot in etwas weicherer Form hinzu. Medizinisch gilt ein großes Stuhlvolumen als günstig. Die braune Farbe wird hauptsächlich durch das Tetrapyrrol Sterkobilin hervorgerufen, welches auch die Farbe des Urins bestimmt. Die Farbe des Stuhles wird jedoch auch durch die aufgenommene Nahrung und/oder Krankheiten des Magen-Darm-Traktes beeinflusst.

## Pathophysiologie der Defäkation
Störungen der Defäkation können auftreten durch
- Analleiden
- hohen Schließmuskeltonus
- fehlende Bauchpresse
- neurologische Störungen
- psychische Faktoren

## Kulturelle Faktoren

### Körperhaltung
Die Körperhaltung beim Stuhlgang unterscheidet sich nach Art und Einrichtung und nach Kulturkreis.
In Mitteleuropa werden dafür meistens Sitztoiletten verwendet. In Südeuropa oder Asien (Artikel: Toiletten- und Sanitärkultur in Japan) finden sich noch häufig Steh- bzw. Hocktoiletten, welche von manchen Menschen als hygienischer erachtet werden. Die Verwendung von Sitztoiletten breitet sich zunehmend aus, weil ältere Menschen sich damit wesentlich leichter tun und im Falle einer Durchfallerkrankung, aber auch bei verschiedenen Blasenentleerungsstörungen das Sitzen von Vorteil ist.

### Intimreinigung
Auch die Art der Reinigung nach dem Stuhlgang hängt stark vom Kulturkreis ab. Sie wird meist mit Toilettenpapier oder direkt mit Hand, Wasser und Seife durchgeführt. Dazu kann auch ein Bidet oder Dusch-WC benutzt werden.

### Privatsphäre und Öffentlichkeit

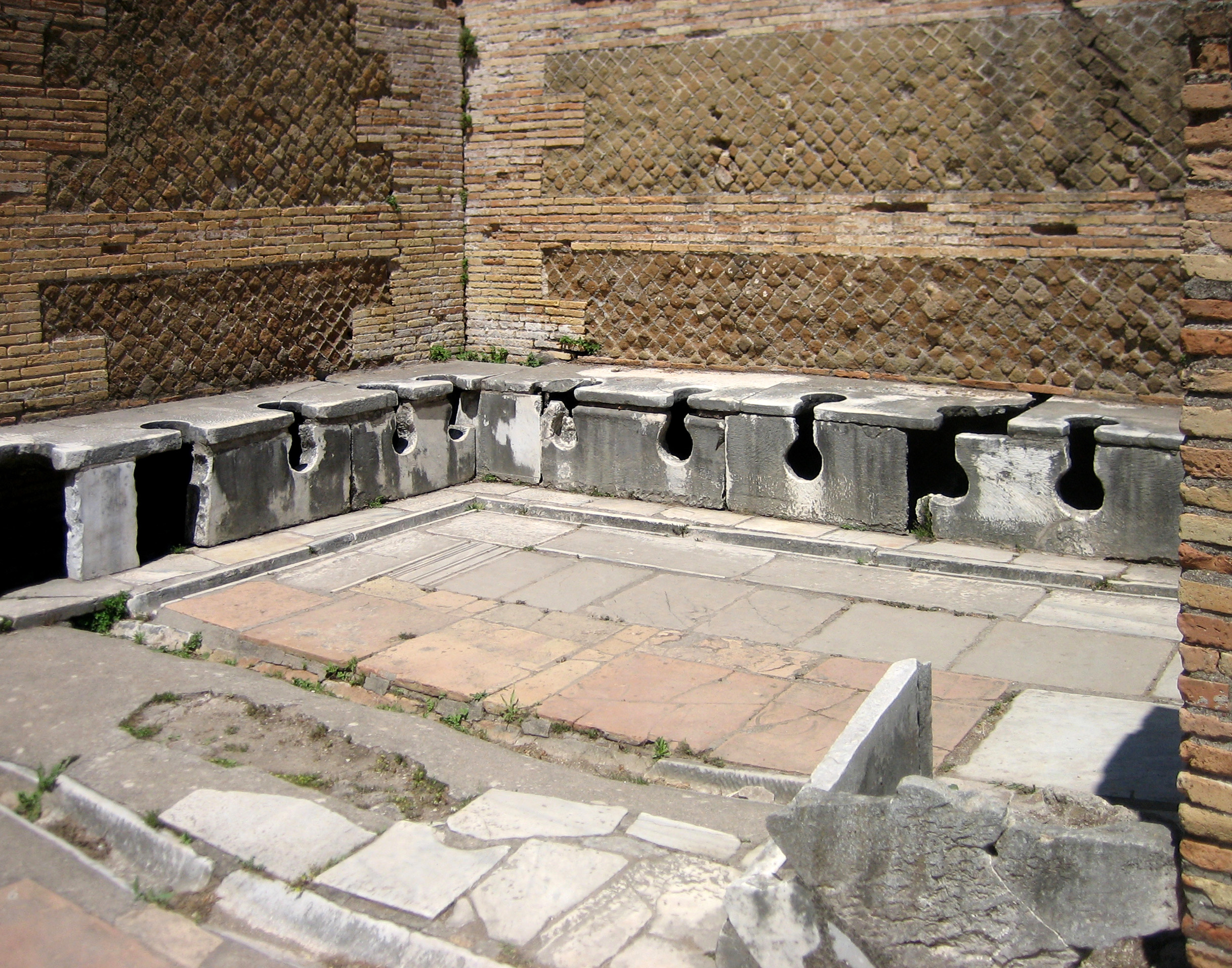
Antike römische Gemeinschaftslatrine in Ostia antica

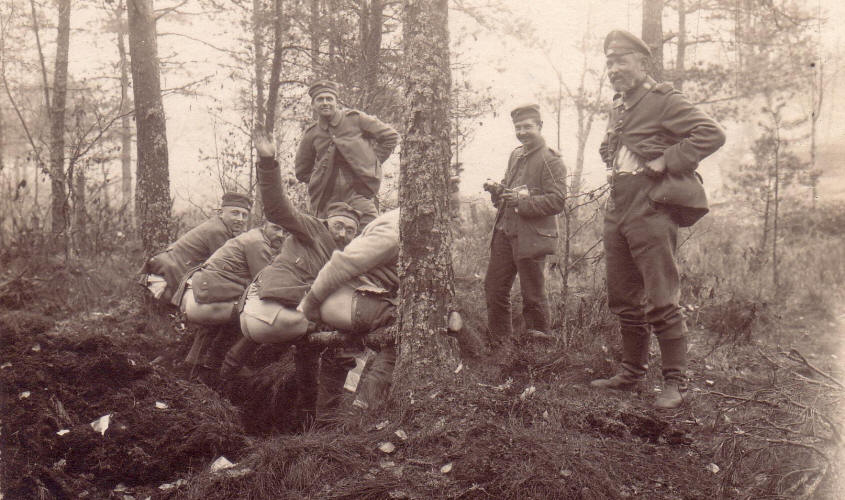
Ein Donnerbalken der Fliegerabteilung 24 im Ersten Weltkrieg, nahe Bielawa, 1917

Im Gegensatz zum Harnlassen, das zumindest in den meisten öffentlichen Herrentoiletten Deutschlands noch in einem offenen Raum stattfindet (siehe auch: Urinal, Pinkelrinne), wird der Stuhlgang heutzutage in der Regel in abschließbaren Kabinen verrichtet. Überlieferungen aus der Antike oder dem Mittelalter zeigen, dass es damals beim Verrichten der Notdurft noch keine Geheimnisse und Schamgefühle gab. Diese entstanden erst später und entwickelten sich zeitlich zunächst in den größeren Städten, wahrscheinlich auch aufgrund der durch Kot übertragbaren Krankheiten. Aber auch die seit dem Mittelalter kirchlicherseits betonte Schamhaftigkeit und Sündhaftigkeit von Nacktheit des Unterleibs hemmt viele Menschen, ihren Stuhlgang in Gegenwart anderer Menschen auszuführen. Auf dem Land hingegen gab es innerhalb der Familie noch bis ins 19. Jahrhundert Gemeinschaftssitze. Ebenso war der Donnerbalken als Toilette im Gelände bei Militär- und Pfadfinderlagern bis weit ins letzte Jahrhundert gebräuchlich. In den skandinavischen Wochenendhäusern einfacher Prägung findet man auch heute noch externe mehrsitzige Plumpsklos. In China, in Einzelfällen aber auch anderen Ortes, sind häufig Toiletten ohne Trennwände anzutreffen; auch solche, in denen man sich gegenübersitzt.
Um die Intimität zu wahren und andererseits die öffentliche Hygiene zu verbessern, wurden um 1900 auf Initiative des Unternehmers Protz in den Straßen von Berlin öffentliche und absperrbare Toiletten eingerichtet. Diese Örtlichkeiten boten die Möglichkeit, den Stuhlgang im Notfall im öffentlichen Straßenraum zu verrichten, und ergänzten das Café Achteck, in dem nur das Urinieren möglich war.

### Wortschatz
Umgangssprachlich, heute aber vulgär, wird Stuhlgang auch als kacken (von lateinisch cacare ‚scheißen‘), scheißen (von indogermanisch skei- ‚spalten, trennen, absondern‘) oder abprotzen bezeichnet.

### Trivia
Unternehmer von (Dampf)-Latrinen-Reinigungsanstalten wurden auch „Meister vom Stuhl“ genannt.

### Hochschulschriften
- Franz Knoedler: De egestionibus. Texte und Untersuchungen zur spätmittelalterlichen Koproskopie. (= Würzburger medizinhistorische Forschungen. Band 18). Wellm, Pattensen (Hannover), jetzt Königshausen & Neumann, Würzburg, 1979, ISBN 3-921456-24-X (Zugleich Medizinische Dissertation Universität Würzburg 1979).
- Michael Kracht: Normaler Stuhlgang – Untersuchung an einer bevölkerungsnahen Stichprobe im Primärversorgungssektor. Universität Ulm 2016, DNB 110425686X (Online-Dissertation Universität Ulm 2016 Volltext, online PDF, 2,2 MB).
- Larissa Elke Thielen: Profitieren Patienten mit obstruktivem Defäkationssyndrom von der STARR/Transtar – Operation? Staats- und Universitätsbibliothek Hamburg 2016, DNB 1079655255 (Online-Dissertation Universität Hamburg 2015, Volltext online PDF, 809 KB)